# Stanko Mrduljaš
Stanko Mrduljaš (Split, 25. kolovoza 1935.) nekadašnji vratar RNK Splita.

## Juniorski uspon
U početku branio u nogometnom klubu Borac, koji se natjecao u tzv. Divljoj ligi koja se u to vrijeme odigravala u Splitu. Tu biva zapažen kao veliki talenat i biva pozvan u Hajduka. Kao juniorski vratar, stasao je skupa sa suigračima Ivom Begom, Antom Žanetićem i drugima. 

## U prvoj momčadi Hajduka
Stanko Mrduljaš službeno je branio na 7 Hajdukovih utakmica. Najpoznatija mu je bila u Firenzi 4. rujna 1955. Ušao je kao zamjena tadašnjem prvom vrataru Anti Vuliću kod rezultata 2:0 u korist Fiorentine i branio za ocjenu 10. Zapažen je od strane tadašnjeg velikog novinarskog pera Zvone Mornara kao velika nada. Ipak, u Hajduka se nije dugo zadržao. Na jednom sastanku s Hajdukovim vratarima došlo je do razmimoilaženja s Franom Matošićem, tadašnjim kapetanom momčadi. Mrduljaš iz ponosa nije htio ostati u momčadi.

## U dresu RNK Splita
Kada je Luka Kaliterna postao trener RNK Splita, pozvao je Mrduljaša da prijeđe u redove budućeg prvoligaša. Stanko je to prihvatio i postao vratar drugog splitskog kluba.
Branio je u Splitovoj prvoj prvoligaškoj sezoni i nastupio 18 puta.

## Nastavak karijere
Nakon Splita, Stanko Mrduljaš odlazi u Zagreb i brani na vratima Trešnjevke. Potom brani i u dresu Vardara, Osijeka, odlazi u Njemačku i u Sjedinjene Američke Države. Karijeru okončava 1972. godine.